# Обелиск братьям Броглио
Обели́ск бра́тьям Бро́глио — обелиск из серо-зелёного мрамора, установленный в 1827 году на скале в выборгском парке Монрепо в память о братьях Огюсте и Шарле Броглио (Брольи), погибших в сражениях наполеоновских войн.

## История
В результате Великой французской революции генерал-фельдмаршал Виктор де Брольи с семьёй покинул Францию и с 1796 года состоял на службе в России. Его внучка, княжна Александрина-Симплиция де Брольи (06.01.1787—16.03.1824), училась в Смольном институте, а в 1811 году вышла замуж за барона П. А. Николаи и поселилась в его имении Монрепо. Из трёх её братьев, после обучения в Сухопутном шляхетском корпусе служивших в русской гвардии (в Преображенском и Семёновском полках), двое погибли: Огюст-Сезар (Auguste-César de Broglie, 1783—1805) и Шарль-Франсуа (Charles-François de Broglie, 1788—1813): Огюст пал под Аустерлицем, а Шарль — под Кульмом.
После ранней смерти супруги барон Николаи заказал английскому архитектору Чарльзу Хиткоту Тэтаму (1772—1842) памятник, посвящённый её братьям. Обелиск на вершине отвесной Леукатской скалы удачно вписался в ландшафт и стал одним из символов парка Монрепо.
Памятник на постаменте с двухступенчатым цоколем был изготовлен шведским скульптором Эриком Гёте (1799—1838). В ниши постамента были вставлены мраморные плиты с надписями на латинском языке: на северной и южной стороне надписи посвящены Александру I и установке обелиска бароном Николаи, на восточной и западной — братьям де Броглио. Восточная плита, посвящённая Огюсту-Сезару, утрачена, так же как установленные в основании обелиска барельефы в виде рыцарских шлемов.
Прибрежная Леукатская (Левкадийская) скала названа в честь греческого острова Лефкас (Леука, Левкада), на котором в древности находился храм Аполлона, расположенный вблизи утёса, с которого ежегодно в качестве искупительной жертвы сбрасывали преступников. По преданиям, с Левкадийской скалы из-за неразделённой любви бросилась в море поэтесса Сапфо. Отсюда пошло выражение «броситься с Левкадийской скалы», то есть покончить жизнь самоубийством от отчаяния. С 1805—1806 гг. на скале размещался павильон Храм Амура, который к 1827 году обветшал и был заменён обелиском. С вершины скалы открываются впечатляющие виды на парк.

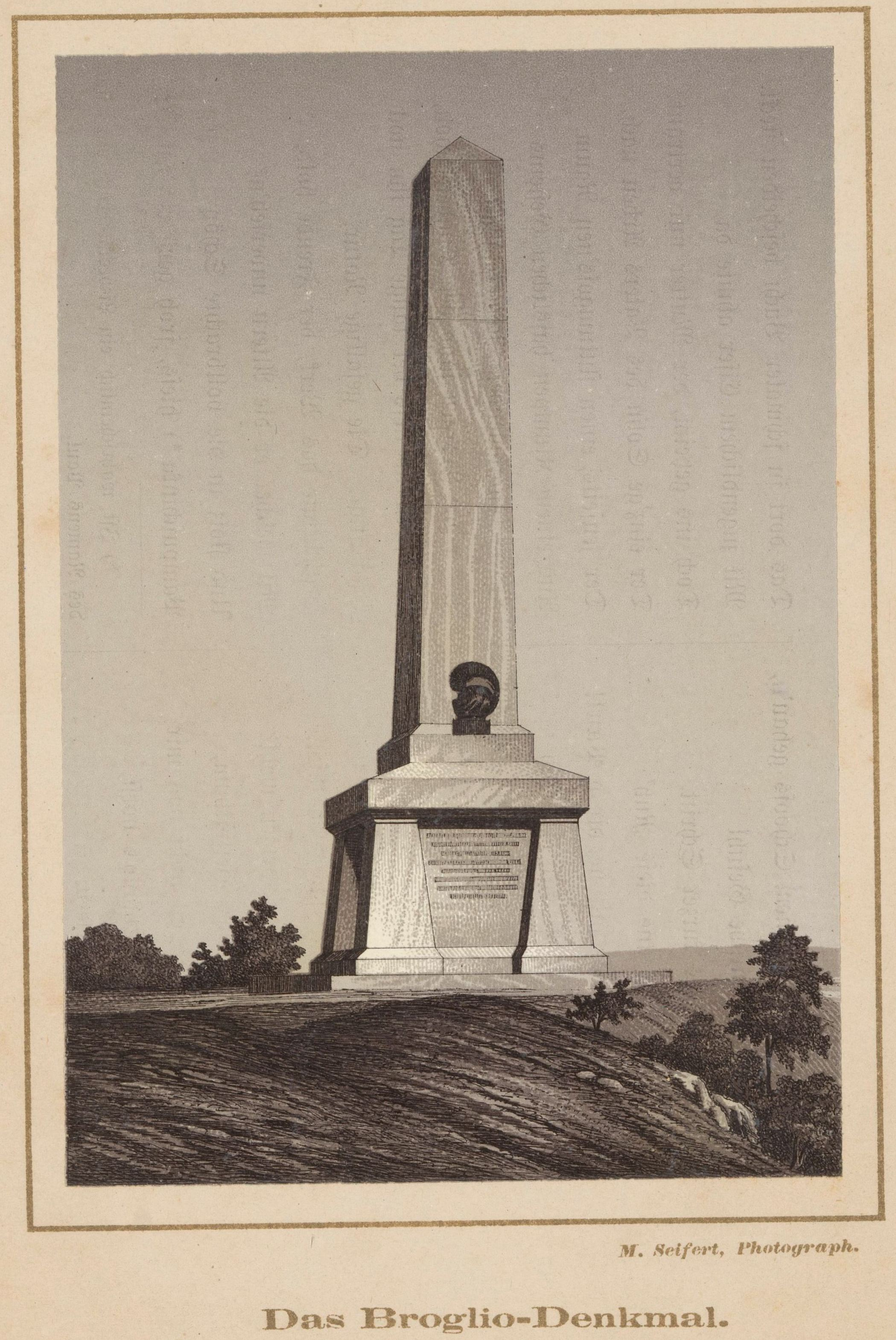
Изображение конца XIX века
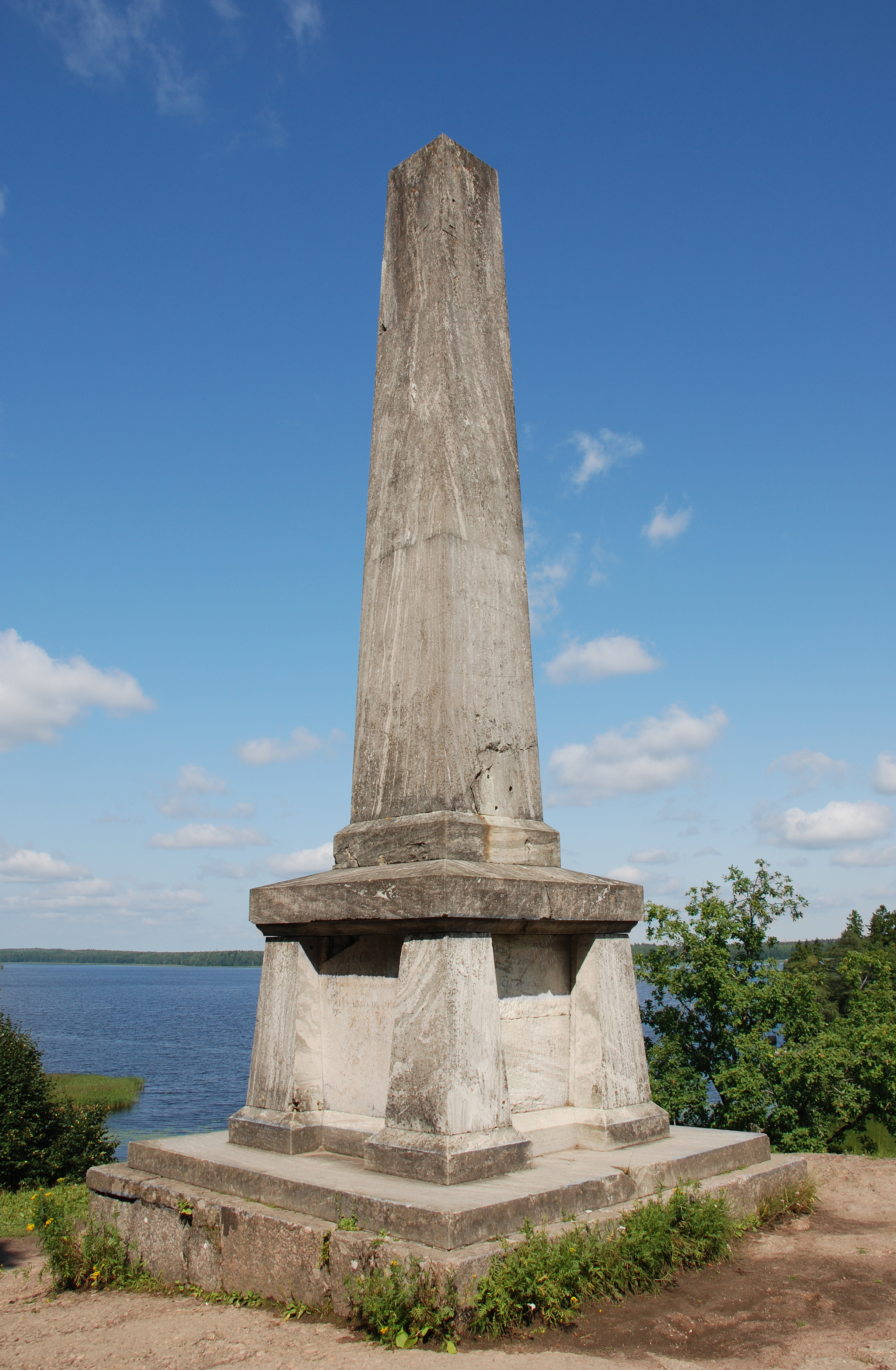
Современный вид
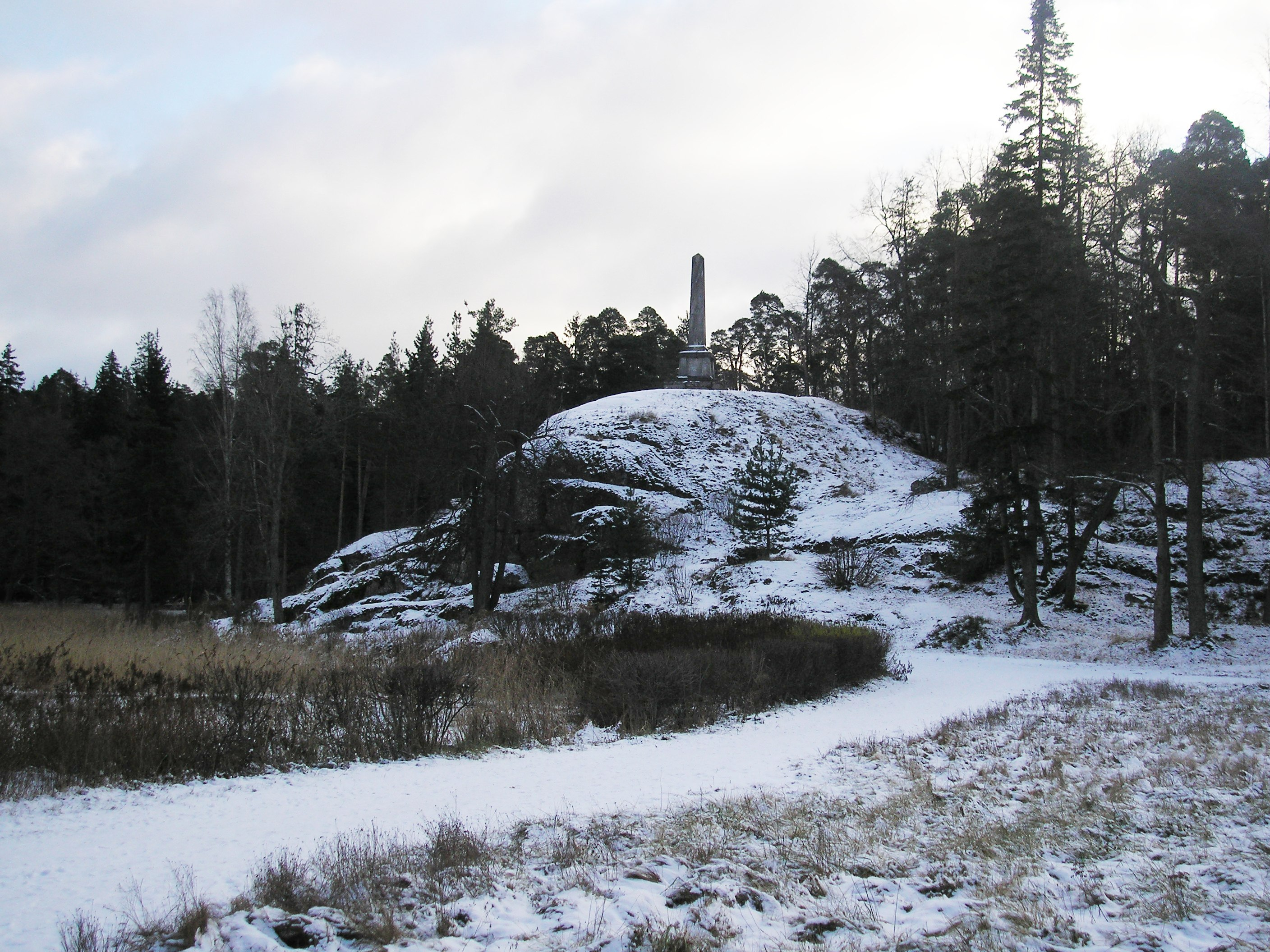
Левкадийская скала зимой
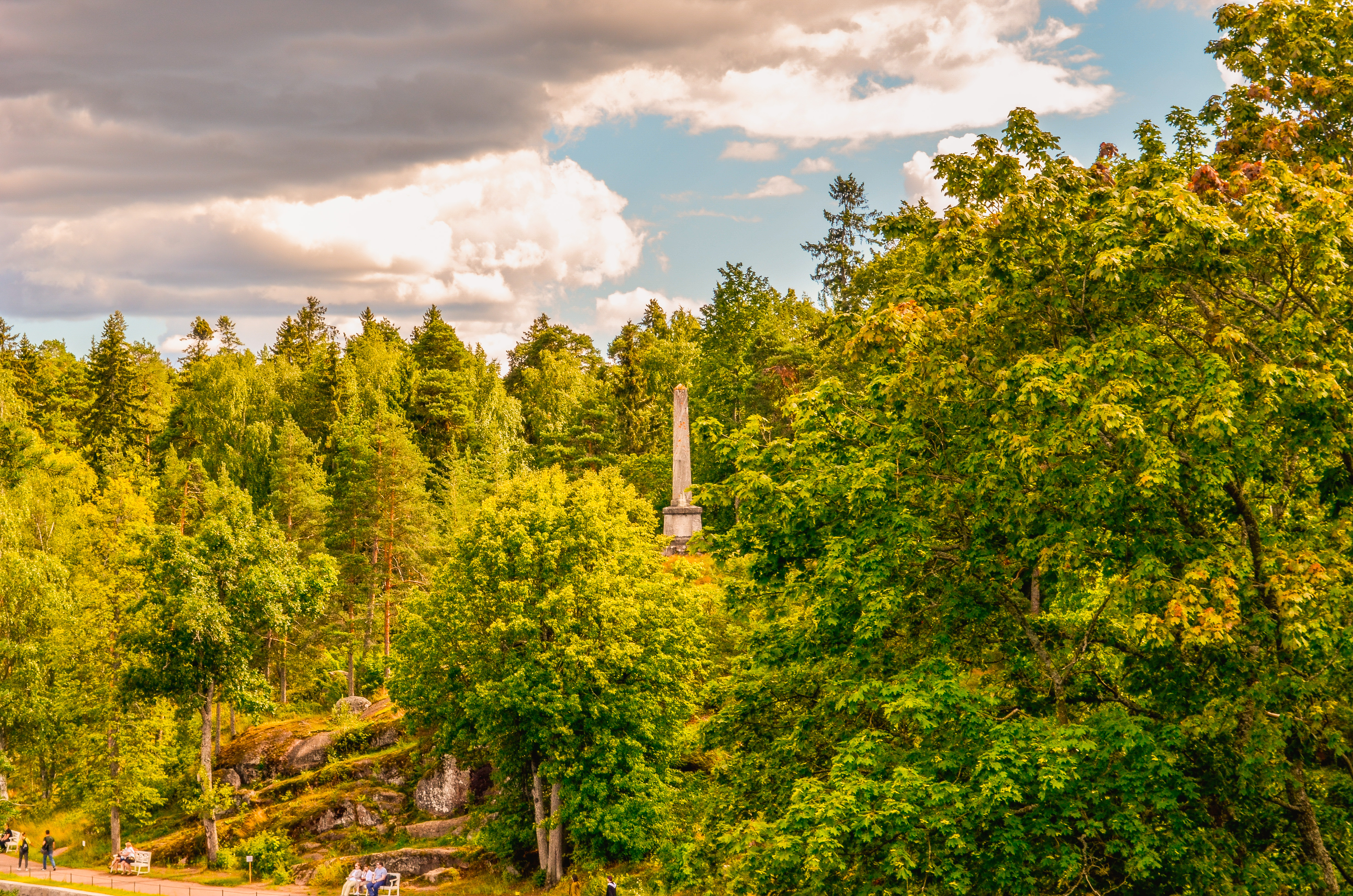
Левкадийская скала летом

В надписях на плитах обелиска употреблено латинизированное написание имён братьев: Август и Карл Броглио (Broglio). В воспоминаниях А. В. Чичерина, сослуживца братьев, фамилия приводится как де Броглио-Ревель. Этот древний род ведёт происхождение от пьемонтской семьи Broglia, фамилия которой во Франции изменилась на Broglie или Broglio, и в разных источниках может приводиться как Брольи, Бройли, Бройль, Броглио (де Броль). В связи с этим в литературе встречается название «обелиск братьев Брольи».